# Acris crepitans blanchardi
Acris crepitans blanchardi là một phân loài nhái bén của loài acris crepitans. Nó là một loài nhái nhỏ với màu tối. Nó được nhìn thấy trên khắp miền Trung Tây Hoa Kỳ, và mặc dù không được coi là bị đe dọa ở cấp độ liên bang, là một đe dọa hoặc nguy cơ tuyệt chủng ở Michigan, Wisconsin, và Minnesota.
Da của phân loài nhái bén này có nốt sần nhỏ thường có màu nâu, xám, nâu hoặc màu xanh ô liu với các mảng đậm màu sắc trên chân. Giữa hai mắt có một mảng tối hình tam giác. Chúng là loài nhái nhỏ, với chiều dài dao động từ 1,5 và 3,8 cm. Chúng thường sống ở các vùng nước di chuyển chậm hoặc tù đọng, và là loài sống ở nước nhiều nhất trong số các loài nhái bén ở Bắc Mỹ. Chúng ngủ đông trong những tháng lạnh, ra khỏi nơi ngủ đông vào cuối tháng 3 hoặc đầu tháng 4 và bắt đầu ngủ đông vào cuối tháng 10. Thời gian sinh sản diễn ra từ giữa tháng 5 đến giữa tháng 7, và con cái đẻ cụm trứng nhỏ. Nòng nọc xuất hiện vào cuối mùa hè. Con đực trong mùa sinh sản kêu lách cách âm kim loại đặc trung của phân loài này. Phân loài đã được đặc tên theo Frank N. Blanchard, một nhà nghiên cứu bò sát Mỹ.
Phân loài nhái này có thể được tìm thấy qua hầu hết Tây trung bộ Hoa Kỳ, từ Michigan và Wisconsin ở phía bắc đến phía nam Texas ở phía nam và từ Colorado ở phía tây West Virginia ở phía đông. Mặc dù không được liệt kê trong cấp liên bang, phân loài nhái này được coi là có nguy cơ ở một số bang. Nó là một phân loài có nguy cơ tuyệt chủng ở Wisconsin, và là một loài bị đe dọa ở Michigan, do một sự suy giảm dân số đáng kể từ cuối những năm 1970. Sự mất môi trường sống, chất gây ô nhiễm hóa học và cạnh tranh cho các nguồn tài nguyên đã được thừa nhận như là lý do cho sự suy giảm này. Dân số vẫn có thể được tìm thấy trong các phần phía nam và phía tây của Lower Peninsula. A. crepitans, including A. c. blanchardi, is also considered endangered in Minnesota. của Michiganrepitans, A. crepitans, bao gồm A. c. blanchardi, cũng được xem là bị đe dọa ở Minnesota..